# Interstate 505 (Kalifornien)
Die Interstate 505 (kurz I-505) ist ein Interstate Highway im US-Bundesstaat Kalifornien. Sie beginnt an der Interstate 80 bei Vacaville und endet an der Interstate 5. Die Interstate verbindet die San Francisco Bay Area und das Sacramento Valley. Sie dient außerdem als Umgehungsroute um Sacramento, der Hauptstadt von Kalifornien.

## Wichtige Städte
- Dunnigan
- Winters
- Vacaville